# سيد جوادلو
سيد جوادلو (بالإنجليزية: Seyyed Javadlu)‏ هي مستوطنة تقع في قسم انغوت الغربي الريفي في إيران. يقدر عدد سكانها بـ 100 نسمة .